# Estación de Campolara
Campolara fue una estación de ferrocarril situada en el municipio español de Campolara, en la provincia de Burgos, que formaba parte del ferrocarril Santander-Mediterráneo. En la actualidad las antiguas instalaciones ferroviarias se encuentran abandonadas.

## Situación ferroviaria
Las instalaciones se encontraban situadas en el punto kilométrico 210,535 de la línea férrea de ancho ibérico Santander-Mediterráneo, a 962 metros de altitud sobre el nivel del mar.

## Historia
Construida por la Compañía del Ferrocarril Santander-Mediterráneo, entraría en servicio en agosto de 1927 con la inauguración del tramo Burgos-Cabezón de la Sierra. En 1941, con la nacionalización de todas las líneas férreas de ancho ibérico, las instalaciones pasaron a manos de RENFE. Tras haber atravesado una lánguida decadencia, en 1967 la estación fue rebajada de categoría y reclasificada como apeadero. Las instalaciones dejaron de prestar servicio con la clausura al tráfico de la línea Santander-Mediterráneo en 1985. En la actualidad el edificio de viajeros se encuentra sin uso.